# C/2008 J1 Boattini
La cometa non periodica C/2008 J1 (Boattini) è stata scoperta il 23 maggio 2008 dall'astronomo italiano Andrea Boattini, col telescopio Schmidt di 68 cm installato sul monte Bigelow, in Arizona. La scoperta è stata fatta nel corso del programma Catalina Sky Survey (CSS, codice 703) condotto dall'Osservatorio Steward. È la seconda cometa scoperta da Boattini.